# Union 92 Berlin
 (mai 2025).
Si vous disposez d'ouvrages ou d'articles de référence ou si vous connaissez des sites web de qualité traitant du thème abordé ici, merci de compléter l'article en donnant les références utiles à sa vérifiabilité et en les liant à la section « Notes et références ».
Ne pas confondre avec le 1. FC Union Berlin.
L'Union 92 Berlin, à l'origine : Berliner Thor- und Fußball-Club Union 1892, est un ancien club de football de Berlin en Allemagne. Il est fondé le 8 juin 1892 et existe jusqu'au 27 juillet 1927, lorsque le club fusionne avec le Vorwärts 90 Berlin (de) pour former le Blau-Weiss 90 Berlin. En 1900, il est l'un des clubs fondateurs de la Fédération allemande de football.
En 1905, l'Union 92 remporte le championnat d'Allemagne.

## Histoire

### Football
Peu de temps après sa fondation, l'Union 92 est l'un des principaux clubs de Berlin. En 1897-98, le club joue dans la plus haute division de l'Association allemande de football et de cricket, puis de 1900 à 1918 sans interruption dans l'une des premières divisions de Berlin à l'époque. Lorsque le BFC Frankfurt 1885 est dissous à nouveau après 1900, la majorité des membres passent à l'Union 92.
Un trophée offert par la Neue Sportwoche en 1902 est remporté en finale contre le BFC Viktoria 1889.
Le point culminant de cette époque est l'année 1905, au cours de laquelle le club remporte les championnats de Berlin et se qualifie pour la finale du championnat d'Allemagne. En quart de finale, son adversaire est l'Eintracht Braunschweig. Les Braunschweiger mènent 1 à 0 mais sont submergés à la deuxième mi-temps et perdent à 1 à 4.
Après ce triomphe, les Jonier rencontrent le Dresdner SC en demi-finale. Mais l'équipe autour du gardien Paul Eichelmann (de) est nettement supérieure au DSC et l'emporte 5:2.

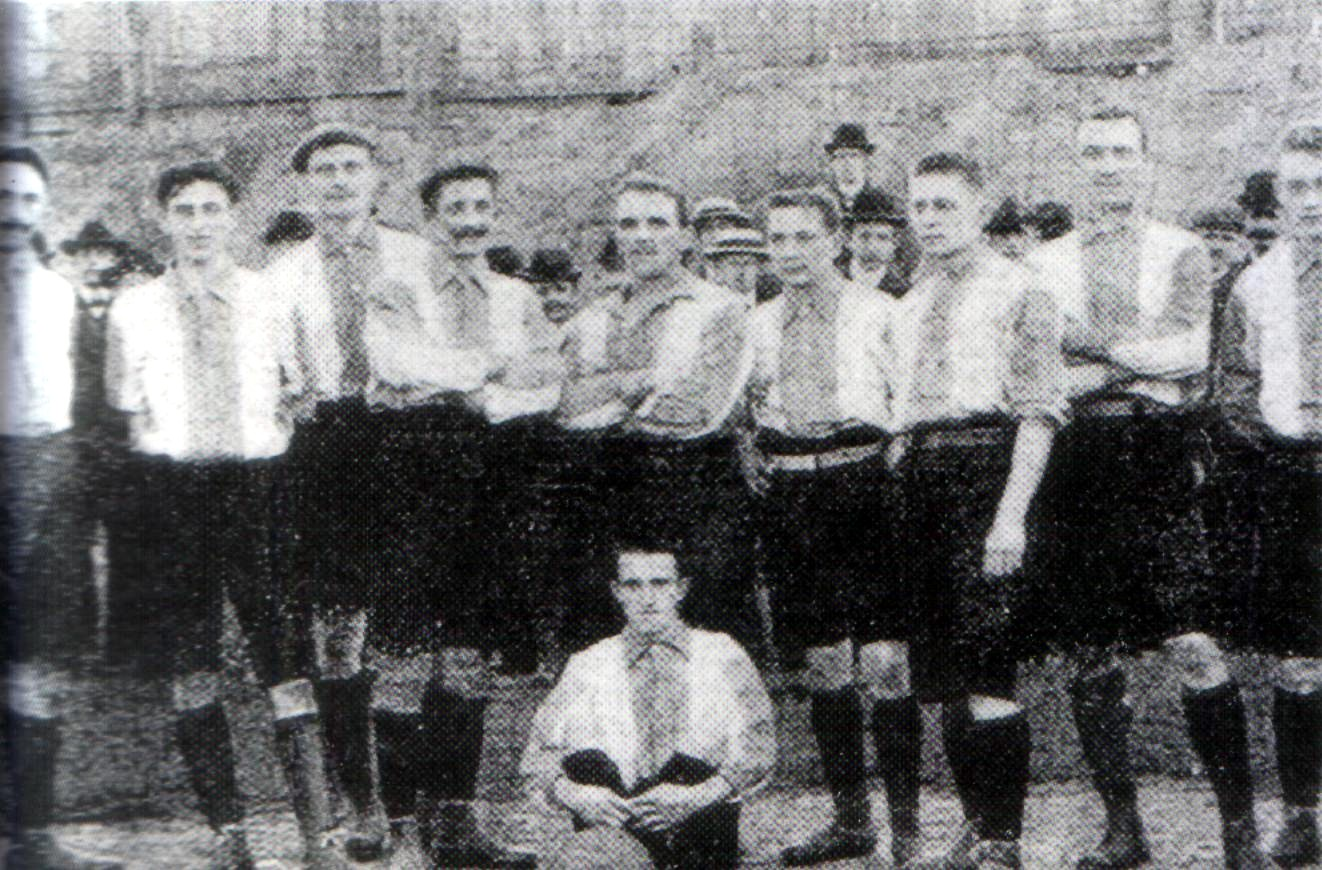
Union 92 Berlin, Champion d'Allemagne 1905.

En finale, le club affronte le Karlsruher FV qui est à cette époque considéré comme la meilleure équipe d'Allemagne et part grand favori. La rencontre à lieu le 11 juin 1905 au parc Weidenpescher à Cologne. L'Union met les Karlsruher sous pression dès le début de la première mi-temps et marque à la 10e minute grâce à Alfred Wagenseil (de). Paul Herzog (de) marque à la 55e minute et propulse l'Union à 2 à 0. Le KFV s'arc-boute et bataille ferme, mais c'est en vain car le gardien remplaçant de l'Union Willy Krüger s'avère un obstacle insurmontable. Après 90 minutes, la victoire est certaine et l'Union est championne d'Allemagne de football 1905.
Aussi beau que soit ce succès, il restera unique pour l'Union. En 1906, ils ne sont que 5e de l'Oberliga Berlin. Ils se qualifient à nouveau pour la finale en tant que champion en titre. En demi-finale, cependant, le 1. FC Pforzheim marque sa supériorité avec un score de 4 à 0.
Commence alors le déclin de l'Union. En 1918, ils ne sont que 15e de l'Oberliga Berlin et se trouvent relégués en deuxième division pour la première fois. Bien qu'un sursaut ait lieu en 1919, le club ne retrouvera jamais la voie du succès.
Enfin, en 1927, une tentative est faite d'arrêter la dégringolade en mutualisant les forces. L'Union fusionne avec le Berliner FC Vorwärts 1890 (de), devenu vice-champion d'Allemagne en 1921, pour former le SV Blau-Weiss Berlin.

### Cricket
En plus du football, le club comprenait aussi une équipe de cricket, comme le montre déjà l'ancien nom de Thorball. L'Union est 7 fois championne de Berlin mais on n'a plus la trace de toutes les victoires, seules sont certaines 1901 et 1904 en 1e division, et 1905 en 1e et 2e.

## Joueurs renommés
- Paul Eichelmann (de)
- Otto Hantschik (de)
- Ernst Poetsch (de)
- Hans Ruch (de)